# Steven Lopes
Pour les articles homonymes, voir Lopes.
Steven Lopes, né le 22 avril 1975 à Fremont (Californie, États-Unis), est un prélat catholique américain, évêque de l'Ordinariat personnel de la chaire de Saint-Pierre depuis 2015. 

## Biographie

### Formation
Né le 22 avril 1975 à Fremont, Steven Lopes est le fils unique de José de Oliveira Lopes et de son épouse Barbara Jane Lopes. Il commence ses études dans les écoles primaires St. Pius de Redwood City, St. Edward de Newark ainsi qu'à la Moreau Catholic High School d'Hayward. 
Il étudie ensuite à l'Institut Saint-Ignace de l'Université de San Francisco, puis à l'Université d'Innsbruck en Autriche. Il entre ensuite au séminaire St. Patrick de Menlo Park, en Californie, pour y étudier la philosophie et la théologie, puis obtient une licence en théologie à l'Université pontificale grégorienne tout en étudiant au Collège pontifical nord-américain. Il obtient ensuite un doctorat en théologie à l'Université grégorienne.

### Ministères
Ordonné diacre le 5 octobre 2000 en la basilique Saint-Pierre de Rome, il est ordonné prêtre le 23 juin 2001, pour l'archidiocèse de San Francisco, par William Levada. Il dessert les églises Saint-Patrick de San Francisco et Saint-Anselme de Ross, en Californie. 
En 2005, il entre au sein de la Congrégation pour la doctrine de la foi, tout en servant en tant que professeur de théologie à l'université pontificale Grégorienne. Parallèlement, il sert comme assistant personnel du cardinal William Levada, de 2005 à 2012. Le 10 juillet 2010, il est nommé aumônier de Sa Sainteté, par le pape Benoît XVI, lui conférant ainsi le titre de « Monseigneur ». En 2012, il est nommé coordinateur de la commission « Anglicanae Traditiones », chargée de rédiger un nouveau missel à destination des ordinariats personnels liés à la constitution Anglicanorum Coetibus. Ces nouveaux textes sont approuvés par le Vatican puis entrent en usage dès le dimanche 29 novembre, premier dimanche de l’Avent et début de l’année liturgique.

### Épiscopat
Le 24 novembre 2015, il est nommé évêque de l'ordinariat personnel de la chaire de Saint-Pierre par le pape François. Il succède à Jeffrey Steenson, ancien évêque épiscopalien nommé par le pape Benoît XVI sous le titre d'« ordinaire ». Il devient ainsi le premier évêque à la tête d'un ordinariat érigé pour les anglicans convertis au catholicisme. Il est consacré le 2 février 2016 par le cardinal Gerhard Ludwig Müller, assisté des cardinaux William Levada et Donald Wuerl. 
L'ordinariat réagit : « Par cette nomination, le pape François confirme et amplifie la vision de l’unité des chrétiens qu’avait le pape Benoît, dans laquelle les diverses expressions d’une même foi peuvent s’exprimer dans l’Église. Le pape a confirmé que l’ordinariat est une partie permanente et durable de l’Église, comme n’importe quel autre diocèse, puisque nous avons désormais un évêque. »